# Próba jodowa

Schematyczna budowa kompleksu amylozy z polijodkiem

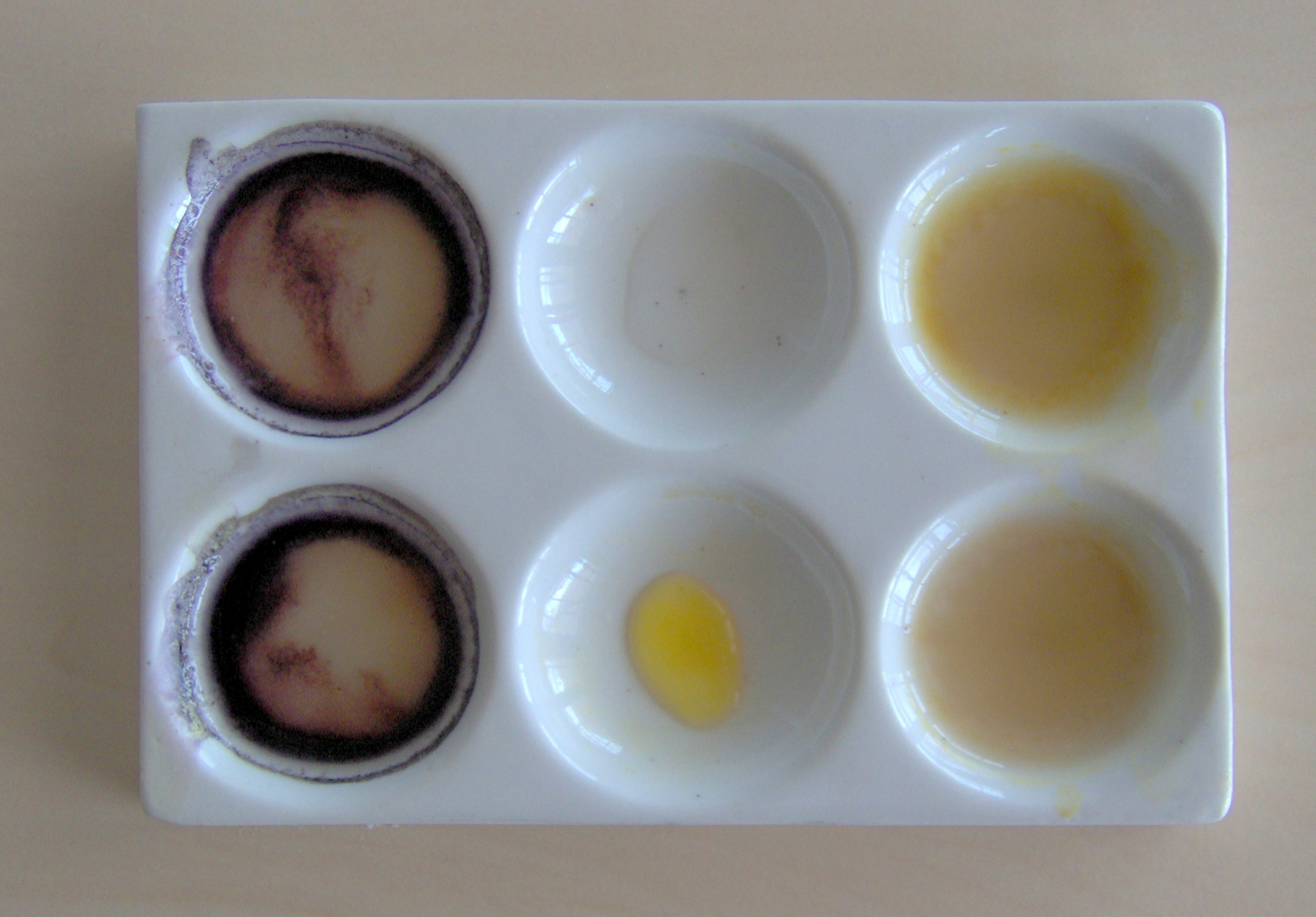
Wyniki dwóch prób jodowych zacieru słodowego na obecność skrobi. Po lewej stronie wynik pozytywny, po prawej negatywny. W środku odczynnik bez dodatku próbki (kontrola)

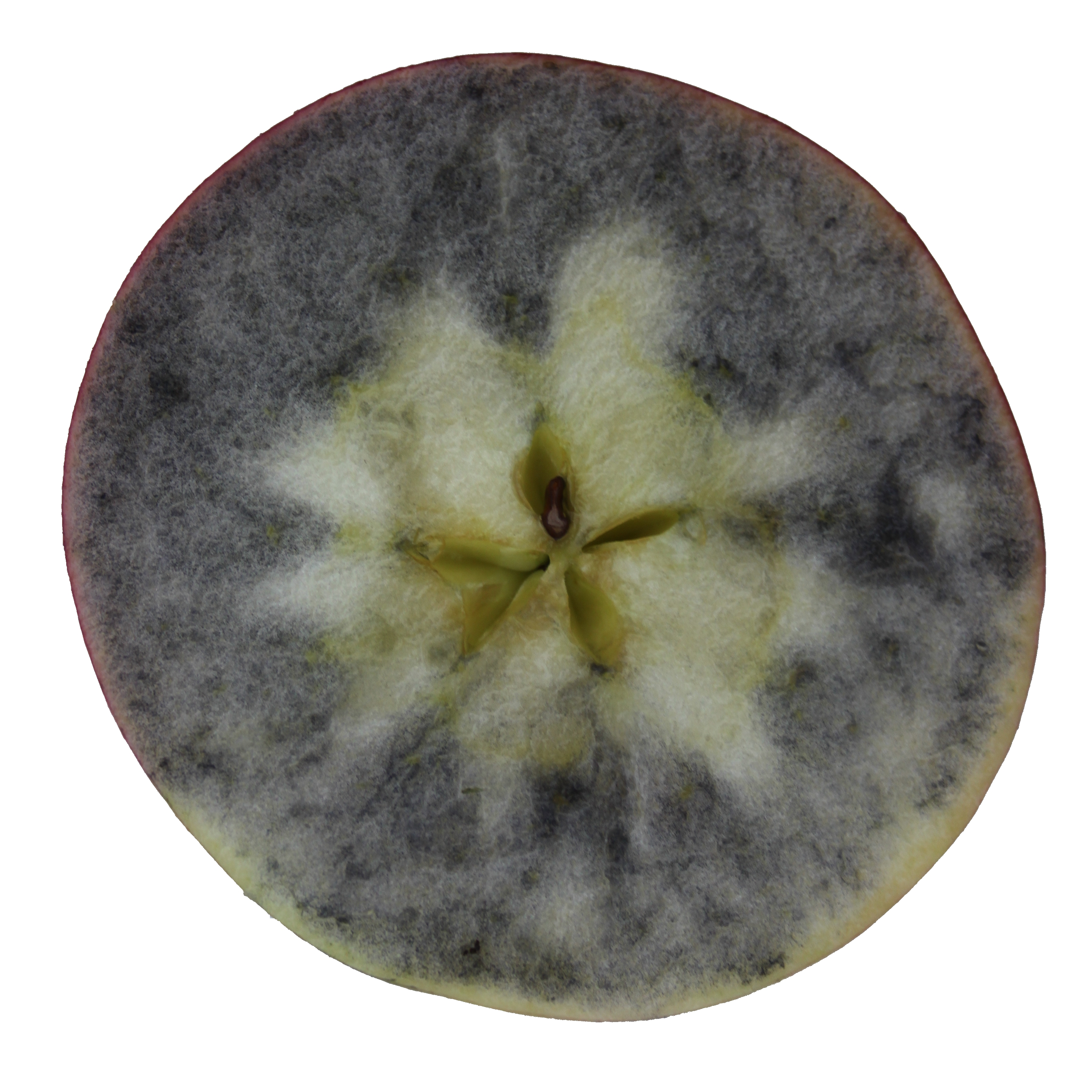
Próba jodowa dojrzałości jabłka wykazująca wskaźnik skrobiowy ok. 4–5

Próba jodowa – sposób określenia zawartości skrobi w badanej próbce. Wykorzystuje się w tym celu wodny roztwór jodu i jodku potasu (płyn Lugola), który ze skrobią daje trwały kompleks o intensywnej barwie, od niebieskiej do czarnoniebieskiej, ewentualnie purpurowy.

## Historia
Barwną reakcję jodu ze skrobią opisali jako pierwsi Jean-Jacques Colin i Henri-François Gaultier de Claubry w 1814 r. (3 lata po odkryciu jodu), a próba jodowa jako metoda analityczna została opracowana w tym samym roku przez F. Stromeyera.

## Struktura kompleksu
Jod (I
2) w obecności jonów jodkowych (I−
) tworzy jony trijodkowe (I−
3), które z frakcją amylozową skrobi tworzą kompleks zbudowany z lewoskrętnej helisy polisacharydowej, wewnątrz której znajdują się łańcuchy polijodkowe, zbudowane głównie z segmentów I−
3 i I−
5. Strukturę kompleksu ustalili w latach 40. XX w. R.E. Rundle i współpr. za pomocą rentgenografii strukturalnej. Helisa amylozowa ma 13 Å średnicy, skok 8 Å, a na jeden obrót przypada 6 reszt glukozy. Łańcuch polijodkowy znajduje się wewnątrz helisy, w kanale o średnicy 5 Å, a odległości pomiędzy atomami jodu wynoszą ok. 3,1 Å (w cząsteczce I
2 jest to 2,66 Å).

## Barwa kompleksu
Zabarwienie niebieskie w próbie jodowej dają łańcuchy amylozowe o długości co najmniej 40–50 reszt glukozy, co wskazuje, że do uzyskania tej barwy wystarcza łańcuch polijodkowy krótszy niż 12 atomów jodu. Jeszcze krótsze amylozy (<30 reszt glukozy) dają barwę purpurową lub czerwoną. Sytuacja taka ma miejsce w amylopektynach, które ze względu na silne rozgałęzienie mają krótkie i mało stabilne fragmenty helikalne. Poza innym kolorem intensywność barwy kompleksów amylopektyn z jodem jest znacznie niższa niż w przypadku amyloz. Dekstryny (produkty częściowej hydrolizy skrobi) o większej masie cząsteczkowej zabarwiają się w tej próbie na pomarańczowo, czerwono lub czerwonobrązowo. Frakcja dekstryn, która daje pozytywny wynik próby jodowej, nosi nazwę erytrodekstryn.

## Zastosowanie
Próba jodowa stosowana jest do wykrywania skrobi w różnych próbkach, m.in. jest rutynowo wykonywana w browarnictwie, w celu stwierdzenia skuteczności procesu zacierania, czyli określeniu, czy skrobia zamieniła się już na cukry proste fermentowane przez drożdże, czy jeszcze nie. Z kolei w sadownictwie próba jodowa służy do określania stopnia dojrzałości jabłek. Niedojrzałe owoce zawierają skrobię, która podczas dojrzewania rozpada się na krótsze sacharydy o słodkim smaku. Dojrzałość owoców określa się za pomocą tzw. wskaźnika skrobiowego w skali od 1 (całkowite zabarwienie przekroju) do 8 (brak zabarwienia).
Ponadto powstawanie barwnego kompleksu skrobi z jodem wykorzystywane jest w jodometrii do wykrywania jodu. Technika ta pozwala wykryć jod w stężeniu 2–3 ppm.
Reakcja ta jest podstawą działania wskaźnikowych papierków jodoskrobiowych, służących do wykrywania utleniaczy. Zawierają one osadzony jodek i skrobię. W obecności utleniacza jodki utleniają się do jodu, który ze skrobią daje zabarwienie.